# Alexander Fajardo
Alexander Fajardo Tipacti (Pisco, departamento de Ica, Perú, 29 de junio de 1984) es un futbolista. Juega de defensa y actualmente está sin equipo.

## Trayevtoria
En el 2007 asciende con el Atlético Minero al ganarle en los playoffs al Sport Águila el "toro" Fajardo fue uno de los principales baluartes en la defensa.
En el 2014 sale campeón con el Deportivo Municipal de la Segunda División Peruana, siendo elegido junto a Hugo Souza y Diego Otoya como los mejores defensas del torneo.
En el 2017 luego de no tener continuidad con el Carlos A. Mannucci, fichó por el Sport Ancash, club con el que descendió a Copa Perú
El 2018 llega a Alianza Atlético cumpliendo una buena campaña logrando quedar entre los 8 primeros, clasificando a cuartos de final donde sería eliminado por Cienciano, el 2019 tras no renovar llega a Cultural Santa Rosa.

## Clubes
| Club                   | País | Año         |
| ---------------------- | ---- | ----------- |
| Sporting Cristal "B"   | Perú | 2001 - 2003 |
| Sporting Cristal       | Perú | 2002 - 2003 |
| Atlético Universidad   | Perú | 2004        |
| Universidad San Martín | Perú | 2005        |
| Unión Huaral           | Perú | 2005 - 2006 |
| Atlético Minero        | Perú | 2007 - 2009 |
| Inti Gas               | Perú | 2010        |
| UTC Cajamarca          | Perú | 2011        |
| Alfonso Ugarte         | Perú | 2012        |
| Deportivo Municipal    | Perú | 2013 - 2014 |
| UTC Cajamarca          | Perú | 2015 - 2016 |
| Carlos A. Mannucci     | Perú | 2017        |
| Sport Áncash           | Perú | 2017        |
| Alianza Atlético       | Perú | 2018        |
| Cultural Santa Rosa    | Perú | 2019        |

## Palmarés
| Título           | Club                | País | Año  |
| ---------------- | ------------------- | ---- | ---- |
| Primera División | Sporting Cristal    | Perú | 2002 |
| Torneo Clausura  | Sporting Cristal    | Perú | 2004 |
| Segunda División | Deportivo Municipal | Perú | 2014 |